# Spharagemon equale
Espèce
Synonymes
- Gryllus equalis Say, 1825[1]
- Spharagemon humile Morse, 1895)[1]
- Trimerotropis humile (Morse, 1895)[1]
- Dissosteira texensis Saussure, 1884[1]
- Spharagemon texensis (Saussure, 1884)[1]

Spharagemon equale est une espèce nord-américaine d'orthoptères de la famille des Acrididae.

## Description
Spharagemon equale est une espèce grande aux ailes larges. L'imago est brun clair avec des bandes et des maculations brunes. La carène médiane du pronotum est basse et coupée une fois devant le milieu ; il est parfois coupé deux fois. Les tegminas sont traversés par trois bandes, la bande distale étant parfois faible. Les ailes postérieures ont un disque jaune pâle et sont traversées au centre par une large bande sombre. Le tibia postérieur est orange. La face interne du fémur postérieur est également orange et croisée de deux ou trois bandes fusceuses.
Les imagos sont relativement gros par rapport à la majorité des sauteriaux. Le poids vif des mâles et des femelles capturés dans la prairie à herbes mixtes de l'est du Wyoming était en moyenne de 403 mg et 980 mg, respectivement (poids sec: mâles 123 mg et femelles 299 mg).

## Répartition
Spharagemon equale est largement répandu dans les prairies de l'ouest des États-Unis et du Canada. Il habite les prairies à herbes hautes, mixtes, à herbes courtes, à graminées à grappes et désertiques, ainsi que dans les graminées arbustives du Grand Bassin des États-Unis.

## Comportement

### Alimentation
En raison des densités généralement faibles (0,1 à 0,3 jeunes adultes par mètre carré), la consommation de Spharagemon equale à la fois de graminées et de plantes herbacées est généralement d'une importance économique mineure. Cependant, dans la prairie de tussack de la Colombie-Britannique, Spharagemon equale et Metator nevadensis ont causé des dommages considérables aux pâturages des bovins en 1921.
Espèce polyphage, elle se nourrit de diverses graminées et plantes herbacées. L'examen de 91 cultures de individus prélevés dans la prairie sablonneuse du sud-est du Dakota du Nord a révélé que l'espèce s'était nourrie de 12 espèces de graminées, de quatre carex et de 11 plantes herbacées, aucune plante n'étant clairement préférée. Les cultures de 18 sauterelles récoltées dans l'ouest du Nebraska ont indiqué une nette préférence pour Bouteloua gracilis. Deux autres graminées, Hesperostipa comata et Calamovilfa longifolia (en), étaient contenues dans les récoltes ainsi qu'un phorbe, Astragalus lotiflorus (sv), le tout en quantités beaucoup plus petites que Bouteloua gracilis.
Des tests de préférence alimentaire sur des adultes en cage ont indiqué que les Taraxacum, Bouteloua gracilis, Hesperostipa comata et la brome des toits sont les plantes alimentaires préférées. La Pascopyrum, la luzerne, Sisymbrium altissimum, les Bassia et Chenopodium album sont des nourritures mais pas préférées. Descurainia sophia ne fut que grignoté. Les premiers rapports selon lesquels cette sauterelle préfère les Brassica n'ont pas été confirmés.
Cinq observations de la méthode d'attaque de l'herbe et du carex ont été faites dans la prairie mixte. Au moins deux méthodes semblent être utilisées. La première consiste à se soulever sur les pattes arrière et à couper à travers une feuille au-dessus de sa base, à s'accrocher à la section coupée avec les tarses avant et à la consommer en totalité. L'autre méthode consiste à rester en position horizontale sur le sol, à se soulever sur toutes les pattes sur un bout de feuille et à le consommer jusqu'à la base.

### Vol
Spharagemon equale possède de longues ailes qui s'étendent de 5 à 10 mm au-delà de l'extrémité de l'abdomen. Les distances de vol en profondeur vont de 1 à 18 m à des hauteurs de 7,5 cm à 1,8 m. Les schémas de vol peuvent être rectilignes ou sinueux avec une descente linéaire progressive avant l'atterrissage ou un virage à angle droit vers la fin du vol, suivi d'une descente graduelle ou raide. Les mâles et les femelles crépitent généralement en vol.

### Reproduction
Spharagemon equale  est une espèce à éclosion intermédiaire. Dans la prairie à herbes mixtes de l'est du Wyoming, la première éclosion des œufs dépend des conditions météorologiques saisonnières et peut se produire dès la dernière semaine de mai ou jusqu'à la mi-juin. L'éclosion s'ensuit deux à trois semaines après le début de l'éclosion des œufs d’Aulocara elliotti. Les données de terrain indiquent que la période d'éclosion au cours d'une année donnée est brève, allant de 7 à 11 jours.
Lorsque les nymphes émergent au printemps, les graminées, les carex et les plantes grasses sont jeunes et nutritifs. Ceux-ci fournissent une abondance et une variété de plantes hôtes. La période nymphale varie de 49 à 64 jours et dure en moyenne 55 jours. Les nymphes mâles et femelles passent par cinq stades pour atteindre le stade adulte.

Selon les conditions météorologiques saisonnières, les adultes peuvent commencer à apparaître dans la prairie à herbes mixtes de l'est du Wyoming entre mi-juillet et début août. Restant dans le même habitat dans lequel les nymphes se sont développées, les adultes sont présents en août et en septembre et peuvent survivre jusqu'au début d'octobre lorsque le temps reste doux. L'inspection des ovaires et l'observation sur le terrain de la ponte indiquent que la ponte commence trois à quatre semaines après le stade adulte. Aucune observation de parade nuptiale n'a été faite, et il n'y a eu qu'une seule observation d'un couple in copulo. Les femelles gravides déposent leurs œufs dans le sol nu. Ces zones dénudées entrecoupées d'herbes vont de 10 cm2 à des zones beaucoup plus grandes, telles que les sentiers de bétail. Les femelles en cage pondent facilement dans des contenants de sol nu. Elles prennent de 38 à 43 minutes entre le début du forage dans le sol et l'extraction de l'ovipositeur. Les femelles passent ensuite 90 secondes à brosser le sol sur le trou avec les tarses postérieurs, en utilisant une jambe à la fois. Après ce dernier acte de protection des œufs, les femelles s'éloignent. Aucun mâle n'a été observé près des femelles en ponte.